# شاهزاده عمر حلمي
شهزاده عمر حلمي، (2 مارس 1886 –6 أبريل 1935) هو الابن الثالث للسلطان العثماني محمد الخامس، من زوجته الثالثة ماه رينغيز قادين.

## سنوات في وقت مبكر
عاش معظم حياته في إسطنبول في محيط قصر دولمة بهجة، أصبح والده سلطانًا عثمانيًا في 27 أبريل 1909، حاول دعم والده خلال السنوات الصعبة أثناء الحرب العالمية الأولى، وتوفي والده في 4 يوليو عام 1918 قبل نهاية الحرب، فغادر هو وعائلته قصر دولمة بهجة، وانتقلوا إلى كوناك في نيسانتاسي.

## المنفى
بعد إنشاء الجمهورية التركية وإلغاء الخلافة العثمانية، غادرت العائلة إلى المنفى في مارس عام 1924، وكان عمره حينها 38 عامًا، حيث غادر تركيا ولم يعود لأنه توفي قبل إلغاء هذا المرسوم.

## وفاته
عانى من السكتة الدماغية، ومات وعمره 49 في الإسكندرية في 6 أبريل 1935، ودفن في ضريح الخديوي توفيق في القاهرة بمصر.